# Anne-Louis Girodet de Roussy-Trioson

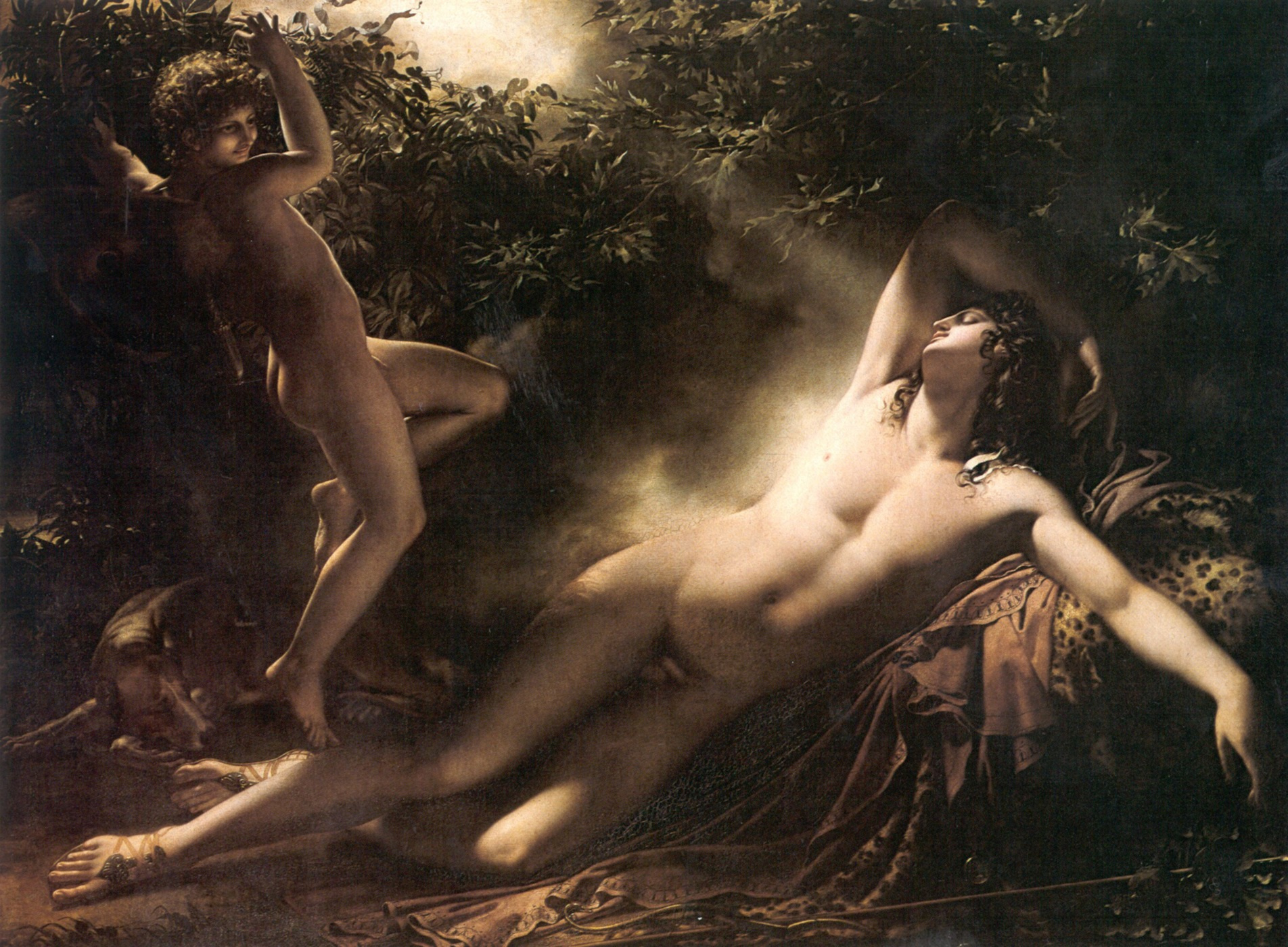
El sueño de Endimión (1791), Louvre.

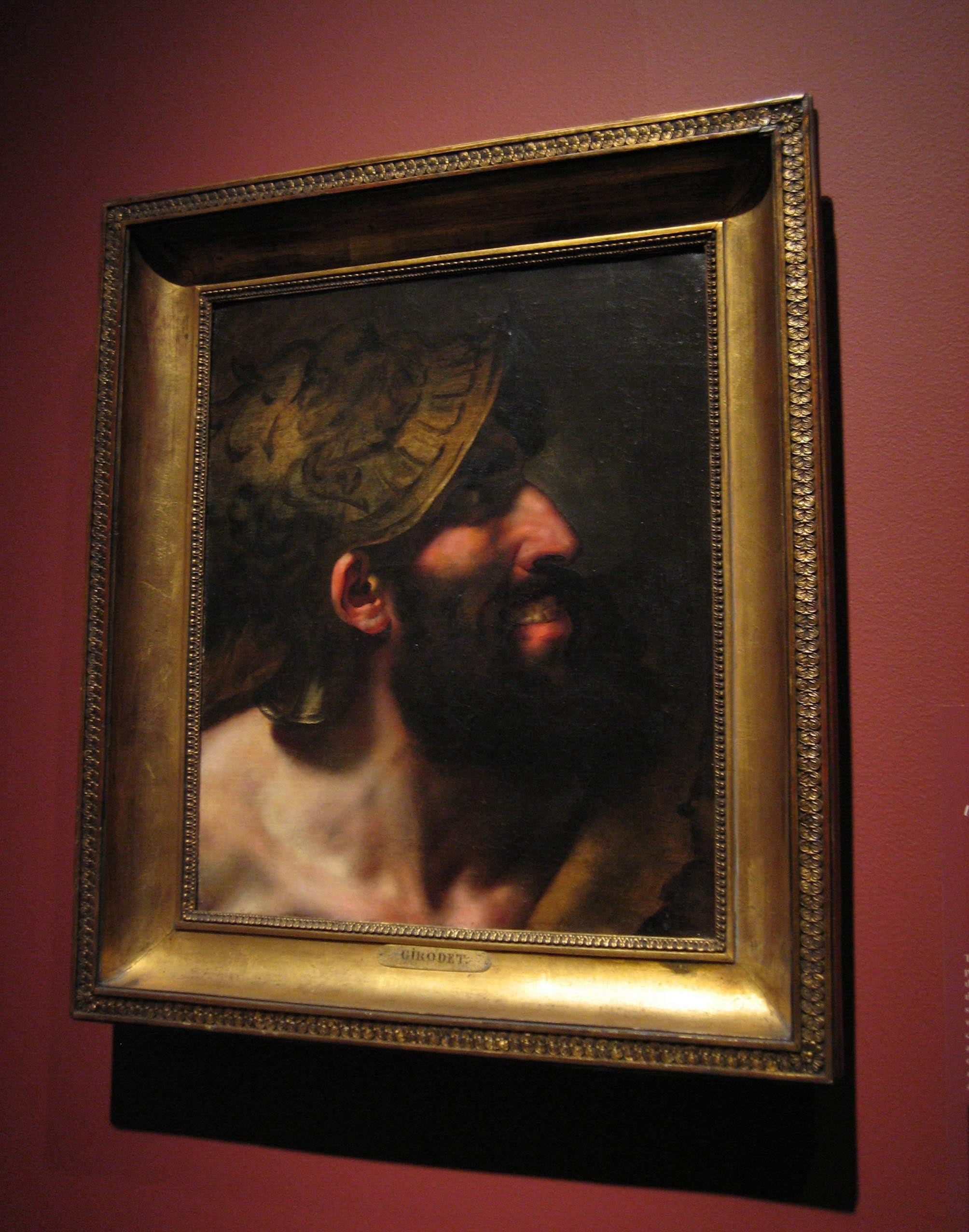
Cabeza del blasfemo.

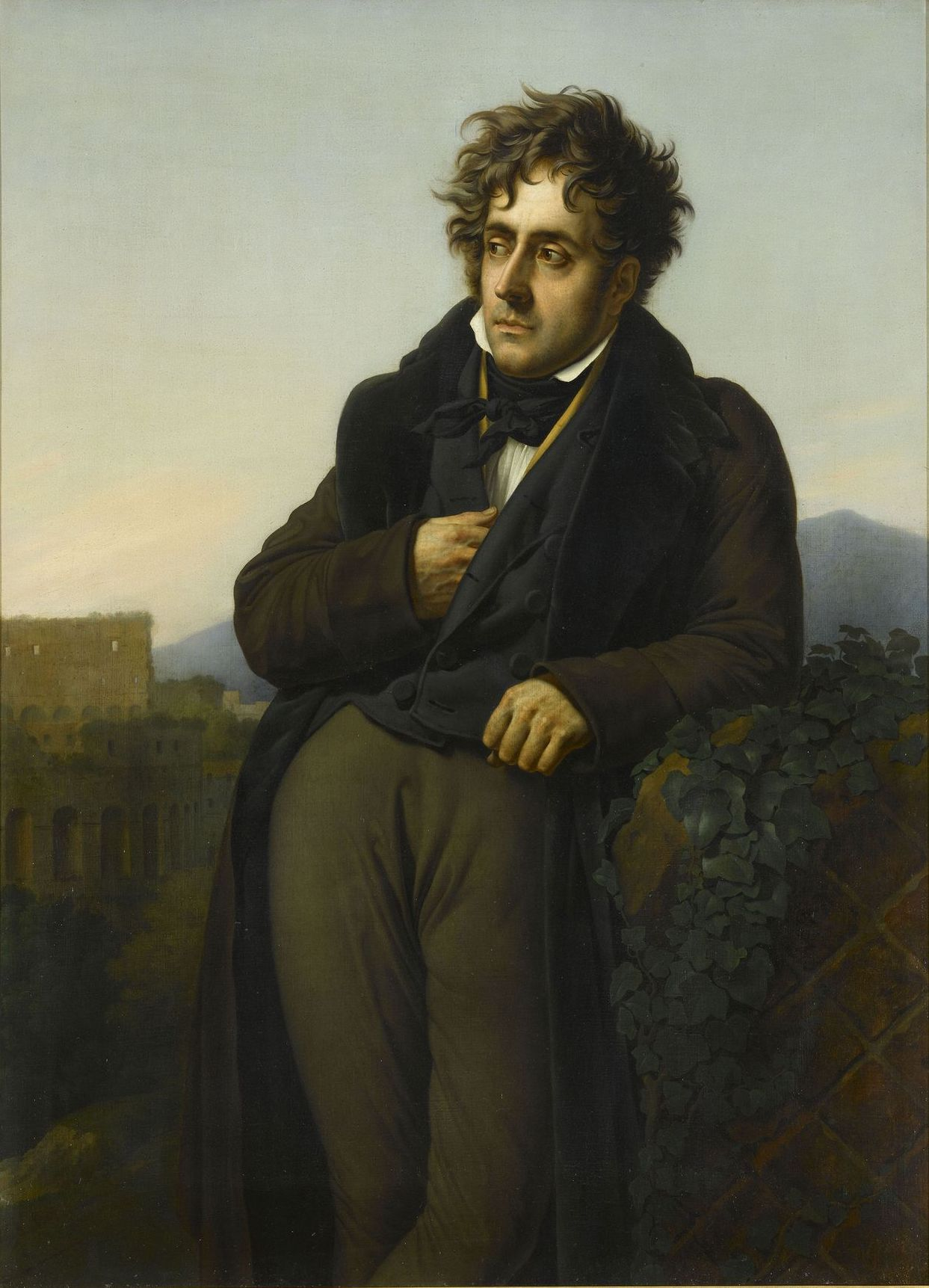
Retrato de François-René de Chateaubriand.

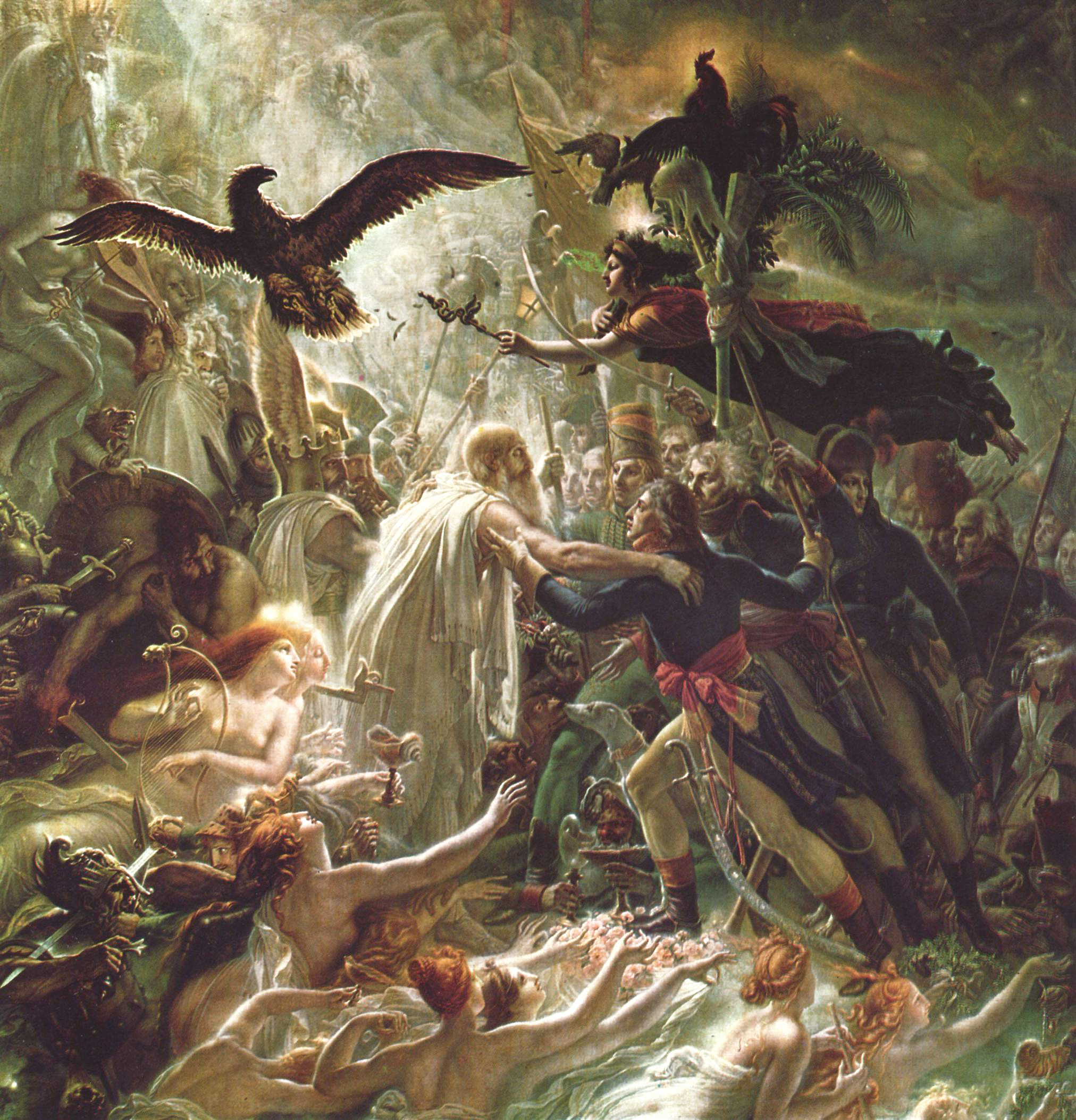
Ossian recibiendo en el Valhalla a los generales de la República muertos por la Patria (1802).

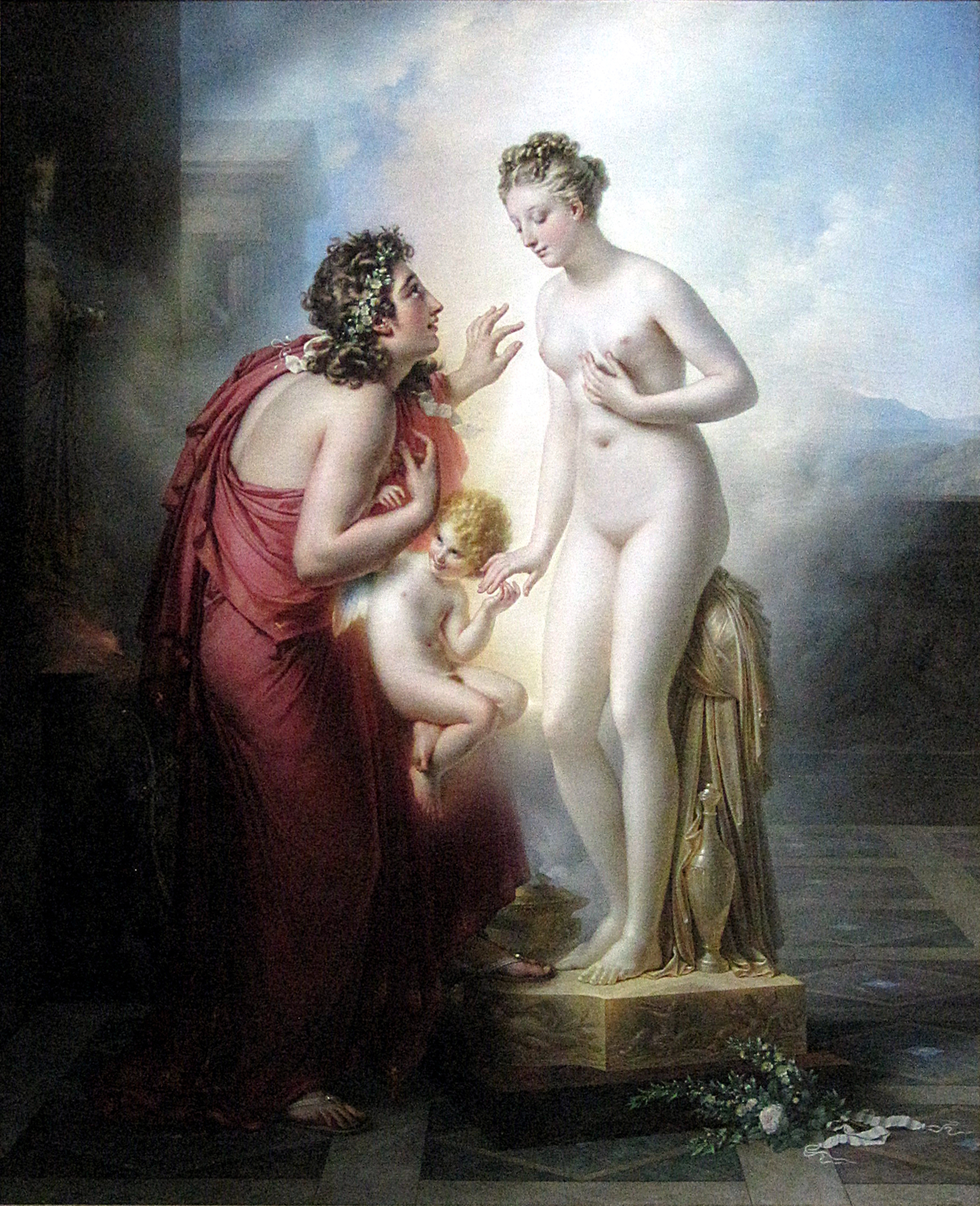
Pigmalión y Galatea (Louvre).

Anne-Louis Girodet de Roussy, llamado Girodet-Trioson (Montargis, Loiret, 5 de enero de 1767 - París, 9 de diciembre de 1824), fue un pintor francés, discípulo de Jacques-Louis David. Su estilo preludia el romanticismo, al añadir elementos de erotismo a sus pinturas, aunque en algunas de sus obras muestra su inclinación hacia el clasicismo de su maestro. Se le recuerda porque su estilo era preciso y claro, y también por pintar a miembros de la familia napoleónica. Su nombre también aparece como Anne-Louis Girodet de Roussy-Trioson, Anne-Louis Girodet de Roucy-Triosson, Anne-Louis Girodet-Trioson o, simplemente, Louis Girodet.
Sus dibujos ilustraron los escritos de Racine, Virgilio, Anacreonte, Casiano y Bernardin de Saint-Pierre; también se inspiró en episodios literarios, como muestra una de sus creaciones más conocidas: Atala en la tumba (1808).

## Biografía

### Pintura en Italia
Nació en Montargis, Francia. Perdió a sus padres en su primera juventud, y el cuidado de su herencia y educación correspondieron a su tutor, M. Trioson, "medecin-de-mesdames," quien le adoptó con posterioridad y cuyo apellido tomó en 1812. Comenzó a estudiar arquitectura en la escuela y ejerció una carrera militar. Más tarde pasó a estudiar pintura con un pintor llamado Luquin, antes de entrar en la escuela de David, siendo uno de sus pupilos más destacados.
En 1789 ganó el Premio de Roma por la obra José reconocido por sus hermanos y se instaló en Italia durante cinco años. Gracias a esta pintura, obtuvo fama. En Roma pintó su Hippocrate refusant les presents d'Artaxerxes (Hipócrates rechazando los regalos de Artajerjes) y Endymion-dormant (El sueño de Endimión) (actualmente en el Louvre), obra que fue muy alabada en el Salón de 1792.
En 1793, Girodet asistió a la destrucción de la Academia francesa en Roma. Huyó de Roma pasando por Nápoles, Florencia y Génova, solo para volver a Francia en 1795.

### Vida posterior
De vuelta en Francia, Girodet pintó muchos retratos, incluyendo algunos de miembros de la familia de Napoleón Bonaparte. En 1806 expuso Scène de déluge (Escena del diluvio), hoy en el Louvre, que obtuvo el premio decenal, en competición con El rapto de las sabinas, de David. A este éxito le siguió en 1808 la producción de la Reddition de Vienne (Rendición de Viena) y Atala au Tombeau (Los funerales de Atala), una obra que se esforzó para merecer su inmensa popularidad, por una feliz elección del tema, y una notable libertad respecto a la teatralidad del estilo habitual de Girodet, que, sin embargo, volvió pronto en su La Révolte du Caire (La revuelta de El Cairo) (1810). 
En 1808 Girodet fue nombrado caballero de la Legión de Honor. Era además miembro de la Academia de Pintura y del Instituto de Francia y caballero de la orden de San Miguel.
En 1812, al heredar una cuantiosa fortuna, se dedicó mayoritariamente a ilustrar libros. 
Sus habilidades comenzaron entonces a declinar, y su costumbre de trabajar por la noche y otros excesos afectaron a su constitución; en el Salón de 1812 sólo exhibió una Tête de Vierge (Cabeza de Virgen); en 1819 Pygmalion et Galatée (Pigmalión y Galatea) mostraba un mayor decaimiento de su fuerza; y en 1824, el año en el que produjo sus retratos de Jacques Cathelineau y Charles-Melchior Arthus, Marqués de Bonchamps, Girodet murió el 9 de diciembre en París. Una venta de sus efectos tuvo lugar después de su muerte, y algunos de sus dibujos alcanzaron precios elevados.

## Obra publicada póstumamente
Girodet produjo una gran cantidad de ilustraciones, entre las cuales pueden citarse las que hizo para el Virgilio de Didot (1798) y para el Racine del Louvre (1801-1805). Cincuenta y cuatro de sus dibujos para Anacreonte fueron grabados por M. Châtillon. Girodet dedicó mucho tiempo a la composición literaria, su poema Le Peintre (toda una serie de lugares comunes), junto con imitaciones pobres de poetas clásicos, y ensayos sobre Le Genie and La Grâce, se publicaron después de su muerte (1829), con una nota biográfica de su amigo M. Coupin de la Couperie; y M. Delecluze, en su Louis David et son temps, también incluyó una breve vida de Girodet.
Girodet: Romantic Rebel - The Art Institute of Chicago (2006), fue la primera retrospectiva en los Estados Unidos dedicada a las obras de Anne-Louis Girodet de Roussy-Trioson. La exposición reunió más de 100 obras seminales (entre 60 cuadros y 40 dibujos) que demostraron la variedad del artista como pintor y dibujante.

## Sobre sus obras
Las peculiaridades que marcan la posición de Girodet como heraldo del romanticismo se evidencian ya en su Endimión. Tiene una inclinación decidida hacia el estilo antiguo, y una plenitud estatuaria que es muy perceptible en sus obras, pero también se distinguen por su vida, naturaleza y belleza. Su dibujo es correcto, y de gran precisión; su colorido es rico, transparente y armonioso. Trabaja con igual cuidado y genio. Ama crear efecto mediante luces intensas, pero están en consonancia con el espíritu de las piezas.
La misma incongruencia marca su Dánae y sus Cuatro estaciones, ejecutadas para el rey de España (repetido para Compiègne), y se muestra hasta extremos absurdos en su Fingal de San Petersburgo, colección Leuchtenberg, ejecutada para Napoleón en 1802. Esta obra unifica los defectos de las escuelas clásica y romántica, pues la imaginación de Girodet ardiente y exclusivamente persiguió ideas excitadas por una lectura variada tanto de la literatura clásica como de la moderna, y las impresiones que recibió del mundo exterior le permitieron poco estímulo o posibilidad de comprobación; en consecuencia conservó los manierismos de la práctica de su maestro al tiempo que rechazaba toda limitación en cuanto a la elección de tema.

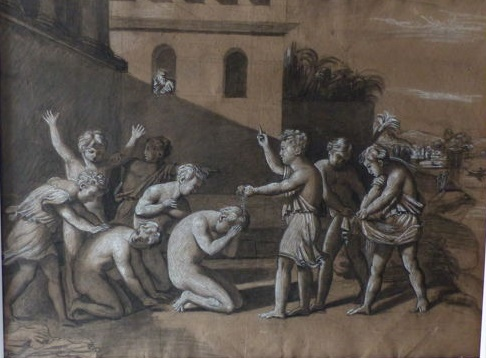
Mina de plomo y carboncillo sobre papel. 43,5 x 56 cm.